# 佐久間智之
佐久間 智之（さくま ともゆき、1976年10月21日 - ）は、埼玉県三芳町の元地方公務員。総務省 地域力創造アドバイザー、早稲田大学マニフェスト研究所招聘研究員、PR TIMESエバンジェリスト、自治体広報アドバイザー、コミュニケーションデザイナー、自治体職員研修講師、PRDESIGN JAPAN株式会社 代表取締役。

## 経歴
1976年 東京都板橋区生まれ。2002年東京法律専門学校卒業、三芳町役場入庁。税務課、健康増進課を経て、2011年4月から秘書広報室で広報とプロモーション業務を行う。
2018年6月から1年間、フォントメーカーの株式会社モリサワに民間出向。独学でほぼ一人で広報みよしの印刷以外の写真撮影・企画・デザインや予算ゼロ円のシティプロモーション、ホームページのデザイン、AR、動画制作の全てを行った。2014年にARを導入。日本で初めてARを用いて表紙を動かしたのは広報みよしであり、動きのある手話をARで伝える手法を行ったのも初。
2015年に全国広報コンクールで日本一となる内閣総理大臣賞を受賞。ハロー!プロジェクトとの斬新なコラボ企画などを展開。自治体広報やプロモーション戦略が話題に。日本で初めて広報紙をデジタル配信による多言語化を導入。日本の広報力を上げるために、定期的にイベントを開催。2016年には埼玉広報会議を行い、全国から115人の公務員が集まった。
2018年10月6日に「若者読む「日本一」の広報誌」でYahoo!トップに紹介され、三芳町のHPがサーバーダウン。「広報はラブレター」をコンセプトにまちに恋する広報戦略を展開し、NHKニュースおはよう日本や日本テレビnews every.で特集、news zeroのZERO HUMAN、ラジオ深夜便、朝日新聞「ひと」など多くのメディアで取り上げられている。
2018年に初の著書「パッと伝わる！公務員のデザイン術」、翌2019年には「すぐに使える！公務員のデザイン大全」を上梓。収益の一部は三芳町に寄付。働き方改革や社内報を活用したインナーコミュニケーションの取り組みなども行い注目されている。自治体、大学やイベントなど全国で講演や取材、視察など年間80件以上。
2019年8月「最強効率仕事術 公務員の速効ライフハック」を出版。 同年12月「図解 公務員1年目の仕事術」を出版。
2020年2月　三芳町職員を退職
2020年3月　PRDESIGN JAPAN（ピーアールデザインジャパン）株式会社設立。
2020年4月　「Office で簡単! 公務員のための「1枚デザイン」作成術」を出版。
2021年2月   「誰ひとり取り残さない 住民に伝わる 自治体情報の届け方」を出版。同年8月「PowerPoint からPR 動画まで！公務員の動画作成術」を出版。
2022年2月   「やさしくわかる！公務員のSNS 活用の教科書」を出版。
2022年4月　総務省 地域力創造アドバイザー・総務省 地域情報化アドバイザー就任。
2022年8月　「公務員のための広報の教科書」を出版。 同年10月、復興庁「持続可能な復興広報を考える検討会議」有識者構成員就任。、PR TIMES エバンジェリスト就任。
2023年4月　Adobe Express 公式アンバサダー就任。同年5月 ACC TOKYO CREATIVITY AWARDS　PR 部門 審査員就任。

## 著書
- パッと伝わる！公務員のデザイン術（学陽書房2018/4）ISBN 978-4313150904
- すぐに使える！公務員のデザイン大全（学陽書房2019/5） ISBN 978-4313150973
- 金澤朋子『#いいね三芳町』（オデッセー出版2019/10） ISBN 978-4-908643-43-9 - 撮影
- 最強効率仕事術 公務員の速効ライフハック（学陽書房 2019/8/8) ISBN 978-4-313-15101-7
- 図解 公務員1年目の仕事術 (ナツメ社 2019/12/11) ISBN 978-4-8163-6753-3
- Office で簡単! 公務員のための「1枚デザイン」作成術(学陽書房 2020/04/23)ISBN 978-4-313-15113-0
- 誰ひとり取り残さない 住民に伝わる 自治体情報の届け方(学陽書房 2021/02/19)ISBN 978-4-313-15120-8
- やさしくわかる！公務員のSNS 活用の教科書 (学陽書房 2022/02/18)ISBN 978-4-313-15129-1
- 公務員のための広報の教科書(学陽書房 2022/08/19)ISBN 978-4-313-15139-0

## 掲載記事
- 町役場の星。広報誌「日本一」への挑戦。
- 若者に読まれる｢日本一｣の三芳町広報誌。作ったのはスーパー公務員編集者
- 広報誌日本一の極意、本に　埼玉・三芳町職員（日経新聞）
- 「公務員はやりがいがない」と嘆く職員たちへ　「最強効率仕事術　公務員の速効ライフハック」が伝える脱・前例主義の仕事術
- NHK就活応援ニュースゼミ“日本一”の 広報紙 秘けつは「FUN」と「FAN」！
- 自治体広報アドバイザーの佐久間智之さん　「住民に伝わる広報」、全国に発信（日経新聞）
- 毎日新聞 住民の命守る発信を　役場を退職　「新しい広報」全国で　元三芳町職員・佐久間智之さん（毎日新聞）
- 広報紙は住民へのラブレター。町への愛と意思が「自治体広報日本一」にもつながったー自治体広報アドバイザー・佐久間智之
- 初代9名の「プレスリリースエバンジェリスト」を公認
- 広報誌づくりで日本一となった元スーパー公務員が語る 千葉県柏市
- 自治体トップランナーが語る、クリエイティブ内製化による広報強化
- 役場がハロプロの「聖地」（産経ニュース）

## 実績
【全国広報コンクール】
- 広報紙部門: 入選1席含む入選3回/ 一枚写真部門: 内閣総理大臣賞１回含む入選3回/組み写真部門: 入選３席１回/ 映像部門: 入選２席１回/ 広報企画部門：入選2回

【埼玉県広報コンクール】
- 広報紙部門: 特選８回（８年連続）/一枚写真部門: 特選5回/組み写真部門: 特選6回